# Clase Alvand
La clase Alvand (también llamada fragata de la clase Saam o Vosper Mk5) comprende a cuatro fragatas ligeras de patrulla de Irán. Sólo tres se encuentran actualmente en servicio.

## Historia operacional
Los cuatro buques fueron nombrados originalmente por los personajes del Shahnameh, obra de  Ferdousí, pero después de la Revolución Islámica se cambiaron sus nombres por los de montañas existentes en Irán.
El Reino Unido construyó los cuatro buques para Irán, que estaban armados originalmente con nueve misiles mar aire Sea Cat y cinco misiles antibuque Sea Killer. La Armada iraní ha sustituido estos misiles en sus barcos, con nuevos misiles equivalentes chinos.

## Hundimiento de la Sahand
Una fragata de la clase Alvand, la Sahand, fue hundida por fuerzas de EE. UU. durante la Operación Earnest Will en 1988 después de que aquella disparase sin éxito a un A-6 Intruder en vuelo del USS Enterprise. Fue alcanzada luego por misiles Harpoon de este avión, y luego de un ataque coordinado con Harpoons de su escolta y de un buque de superficie cercano.

## Barcos de la clase
| Barco                | Número de vela | Constructor        | Botado | Estado                         |
| -------------------- | -------------- | ------------------ | ------ | ------------------------------ |
| Alvand – ex-Saam     | 71 (ex DE 12)  | Vosper Thornycroft | 1968   | en servicio                    |
| Alborz – ex-Zaal     | 72 (ex DE 14)  | Vickers            | 1969   | en servicio                    |
| Sabalan – ex-Rostam  | 73 (ex DE 16)  | Vickers            | 1969   | en servicio                    |
| Sahand – ex-Faramarz | 74 (ex DE 18)  | Vosper Thornycroft | 1969   | hundida el 18 de abril de 1988 |